# Alžběta Sasso-Ruffo
Alžběta Sasso-Ruffo (26. prosince 1886, Charkov – 29. října 1940, Londýn) byla rodem italská princezna a sňatkem ruská princezna.

## Život
Narodila se 26. prosince 1886 v Charkově jako dcera vévody Frabrizia Ruffo a princezny Natalie Alexandrovny Mešcerské. Její otec byl členem rodu Ruffo, jednoho z nejstarších neapolských šlechtických rodů. Její matka pocházela z knížecího rodu Meščerských, byla potomkem rodu Stroganovovů a vzdálenou příbuznou Romanovců.
Roku 1907 se vdala za generálmajora Alexandra Alexandroviče Friederici. Spolu měli dceru Elisabeth Alexandrovnu. Roku 1916 se rozvedli.
Roku 1916 se seznámila s princem Andrejem Alexandrovičem Romanovem, který byl členem ruské carské rodiny. Krátce po jejich setkání byl ruský car sesazen a monarchie zanikla. Princ Andrej se se svou rodinou přestěhoval do sídla Aj-Todor na Krymu. V tomto období vznikl vztah mezi ním a Alžbětou. Alžběta otěhotněla a 12. června 1918 se za prince vdala. Jejich svatba byla poslední královskou svatbou na území Ruska, až do svatby velkoknížete Georgije Michajloviče Romanova s Rebeccou Virginií Bettarini v roce 2021.
Měsíc po jejich svatbě byl jeho strýc car Mikuláš II. Alexandrovič zavražděn spolu s carevnou Alexandrou Fjodorovnou a jejich dětmi.
Po říjnové revoluci byl Andrej a rodinou vězněn v paláci Ďulber na Krymu. Byli osvobozeni německými jednotkami a uprchli na britské lodi. Zamířili do Francie. Žili na území Francouzské riviéry v domě Andrejovy tety, velkokněžny Anastázie Michajlovny.
Spolu s Andrejem měli tři děti:
- princezna Xenie (1919–2000)
- princ Michail (1920–2008)
- princ Andrej Andrejevič Romanov (1923–2021)

Alžbětě byla diagnostikována rakovina.
Rodina nežila pompézním životem a princ Andrej si nemohl sehnat stálé zaměstnání, proto byli závislí na pomoci svých bohatších příbuzných. Nakonec se usadili v Anglii. Žili nejprve ve Frogmore a později v Wilderness House na pozemku Hampton Court Palace, 
Dne 29. října 1940 došlo k německému náletu. Během náletu byla poblíž jejich domu svržena bomba, která způsobila rozbití oken a pád stropních trámů. Alžběta zemřela na následky zranění z výbuchu.